# Канделеро Абахо (Порторико)
Канделеро Абахо (шп. Candelero Abajo) град је у америчкој острвској територији Порторико, острвској држави Кариба.

## Демографија
По попису из 2010. године број становника је 598.
| Група             | 2000.    | 2010.       |
| Белци             | 0 (0,0%) | 2 (0,3%)    |
| Афроамериканци    | 0 (0,0%) | 222 (37,1%) |
| Азијати           | 0 (0,0%) | 0 (0,0%)    |
| Хиспаноамериканци | 0 (0,0%) | 595 (99,5%) |
| Укупно            | 0        | 598         |